# Bilbao-effect

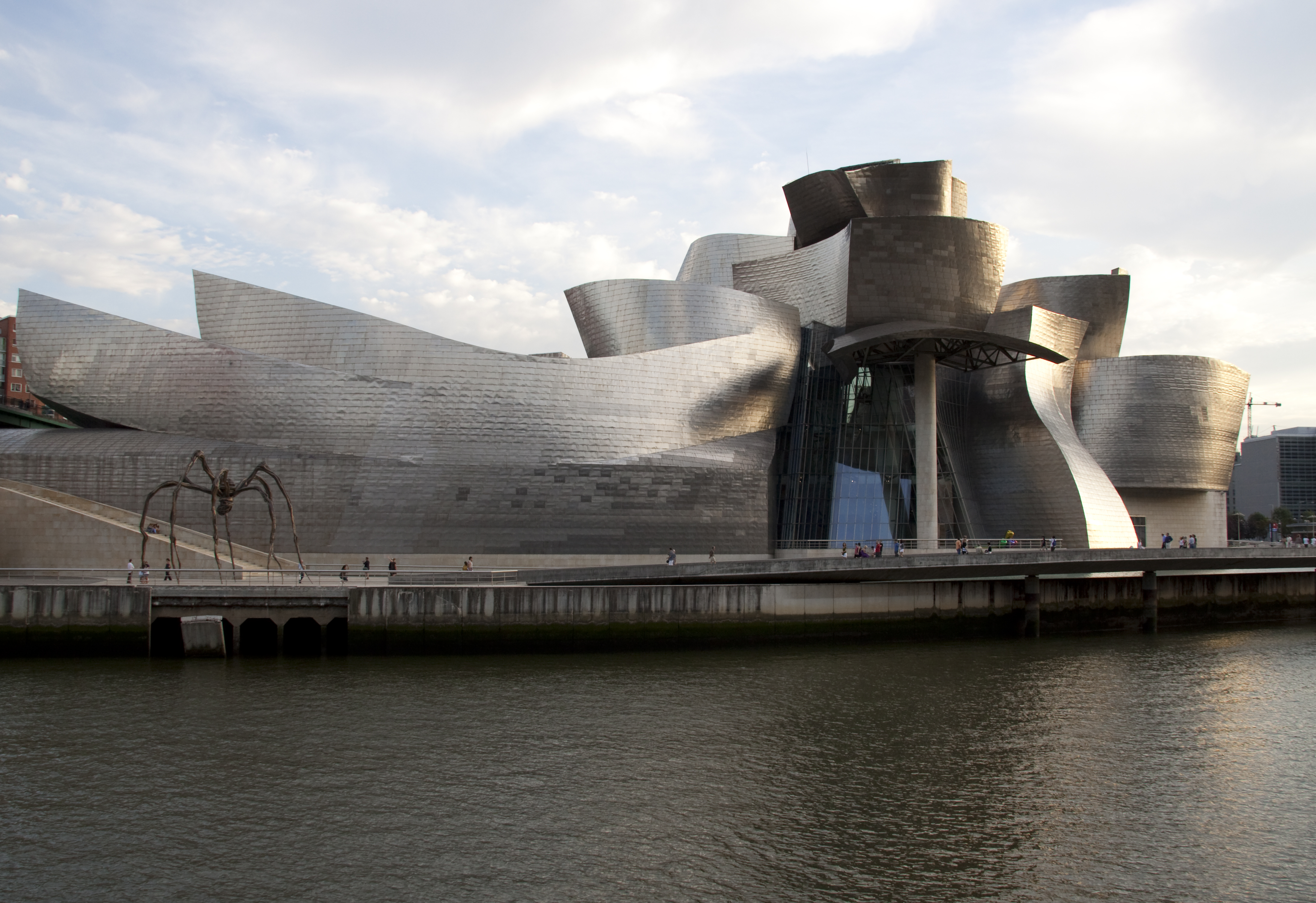
Het Guggenheim Museum in Bilbao.

Het Bilbao-effect of Guggenheim-effect is een fenomeen waarbij een stad door de bouw van een markant gebouw dat ontworpen is door een bekende architect uitgroeit tot een belangrijkere of rijkere stad.
Het fenomeen is vernoemd naar de Spaanse stad Bilbao, waar het Bilbao-effect zich voordeed. Daar werd in 1997 het door de bekende architect Frank Gehry ontworpen Guggenheim Museum geopend. De opening van het gebouw zorgde voor vele toeristen met als gevolg dat de stad rijker werd en dat er meer banen kwamen. Het museum trekt sinds de opening jaarlijks rond de één miljoen bezoekers, waarvan ruim de helft afkomstig is uit het buitenland, en is een van de best bezochte attracties van Spanje. Rond 2000, een paar jaar na de opening van het gebouw, zorgde het museum jaarlijks voor rond de €150 miljoen aan extra inkomsten voor de stad en €26 miljoen aan belastingen, waardoor de bouw van het museum in drie jaar werd terugverdiend. Ook zorgde het Guggenheim Museum voor ongeveer 4.500 extra banen in de stad. De groei werd grotendeels veroorzaakt doordat Bilbao voor de opening van het Guggenheim weinig toeristen trok en het museum de stad op de kaart zette.
Tegelijk leidt het effect er echter toe dat gentrificatie in een stroomversnelling komt door het omhoogstuwen van vastgoedprijzen en huren. Critici hebben er ook op gewezen dat megaprojecten zoals het Guggenheim Museum kaderen in de neoliberale commodificatie van cultuur en steden.